# بسام الحريجي
بسام محمد الحريجي لاعب كرة قدم سعودي ، يلعب في نادي الأهلي السعودي.

## روابط خارجية
- بسام الحريجي على موقع Soccerway.com (الإنجليزية)